# St. Maria (Altenberga)

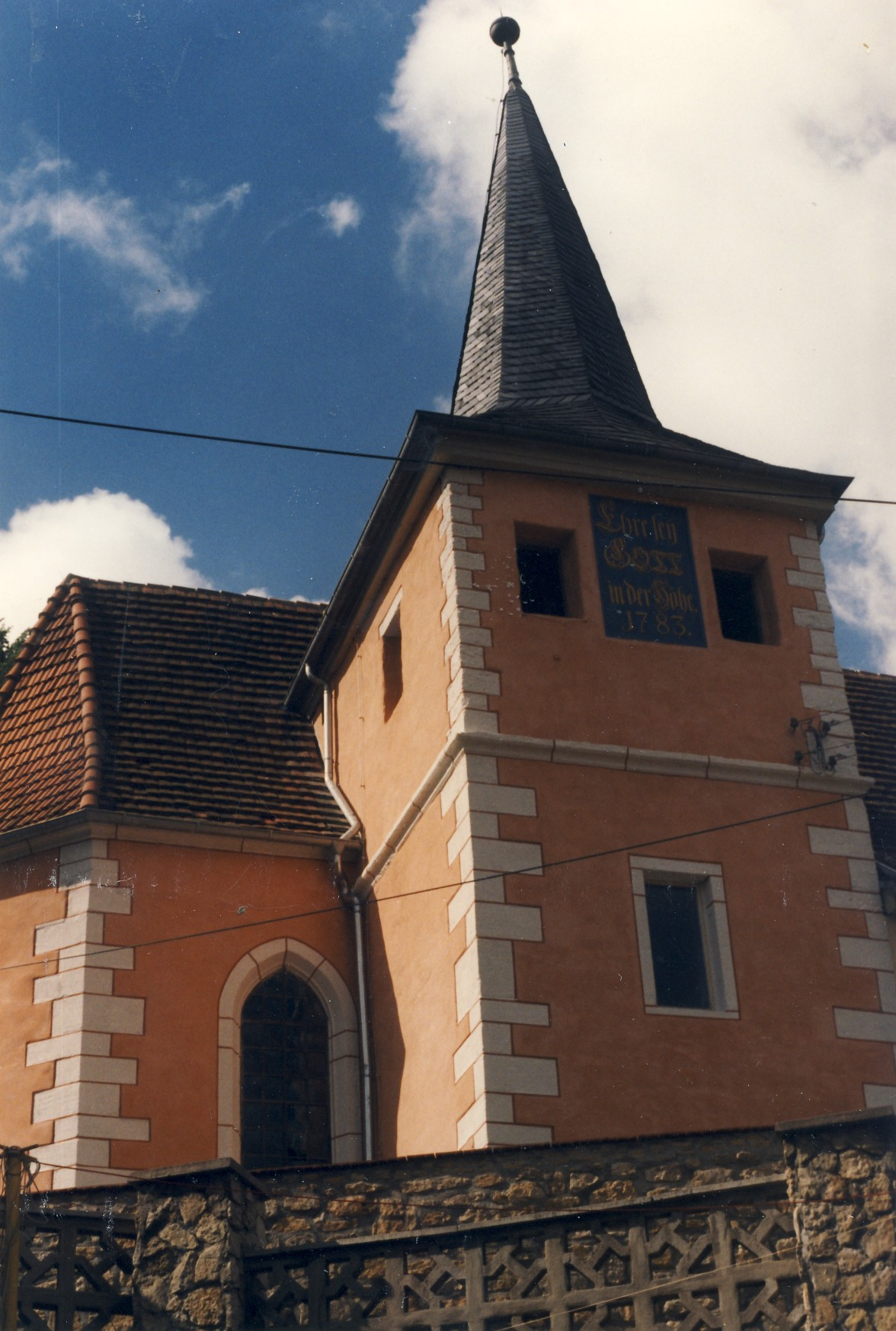
Dorfkirche Altenberga

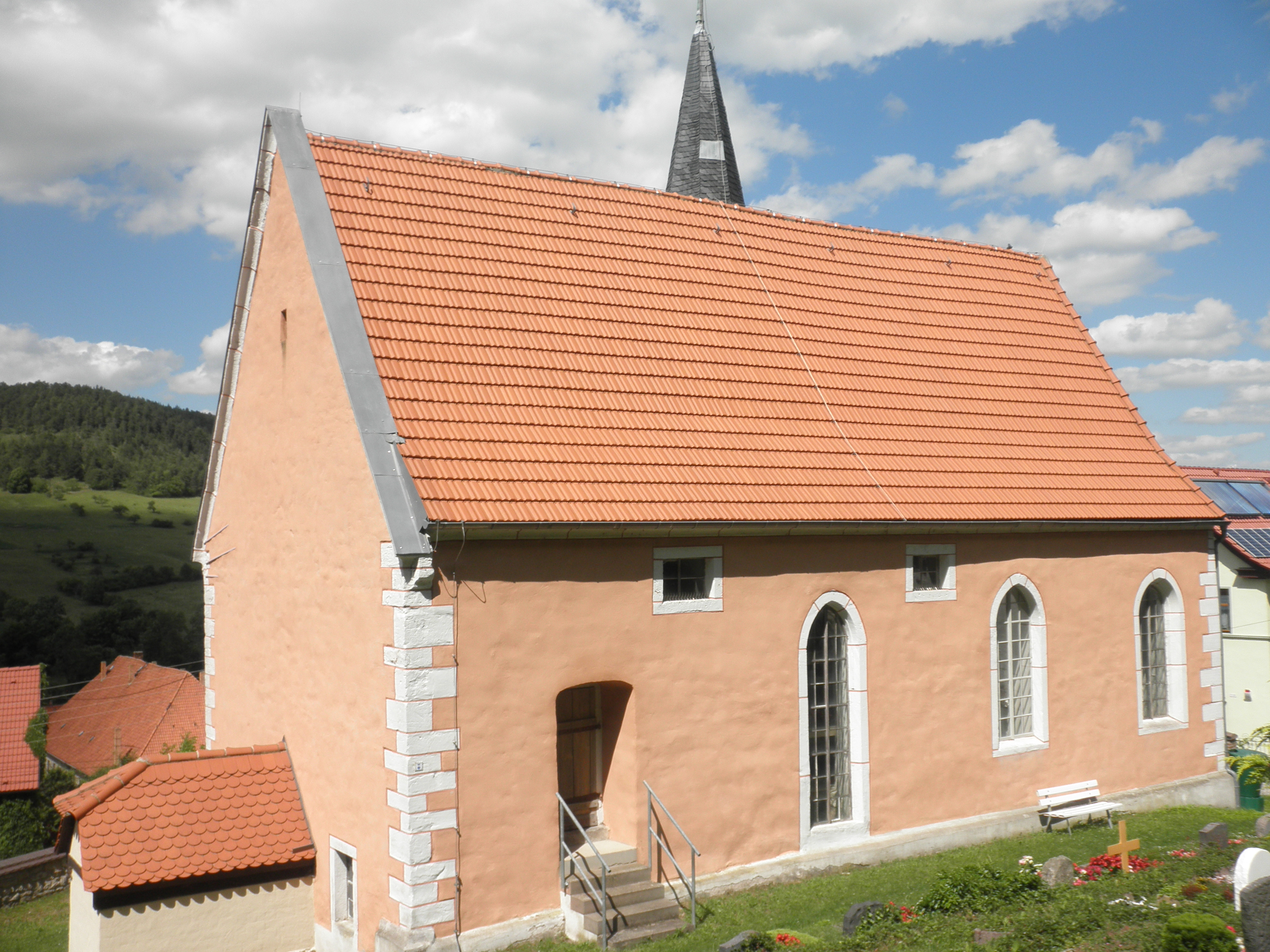
Ansicht der Dorfkirche von Juni 2012

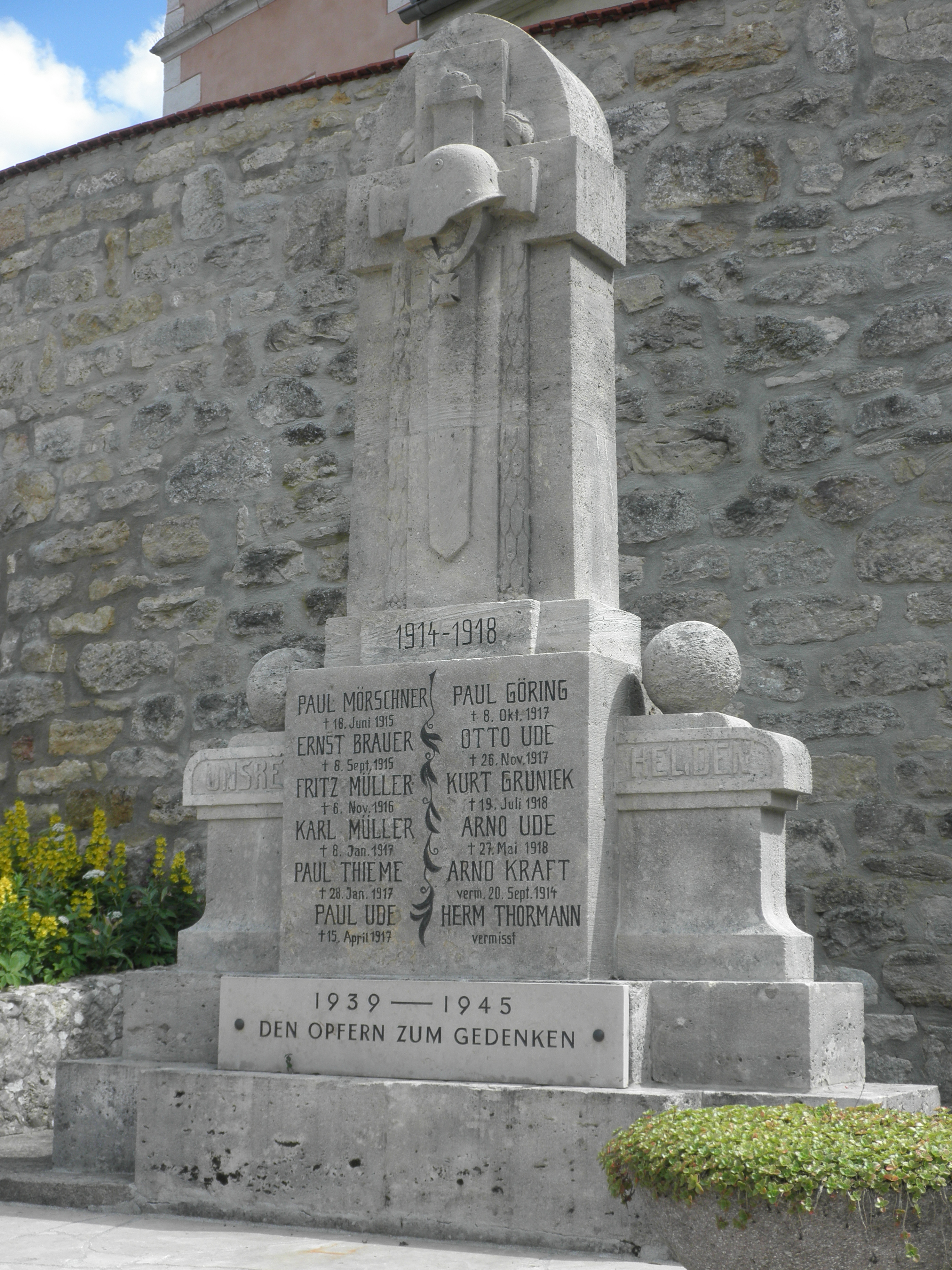
Kriegerdenkmal unterhalb der Kirche

Die evangelisch-lutherische Kirche St. Maria ist ein denkmalgeschütztes Kirchengebäude in Altenberga im Saale-Holzland-Kreis (Thüringen). Die Gemeinde gehört zum Kirchenkreis Eisenberg der Evangelischen Kirche in Mitteldeutschland.

## Geschichte und Architektur
Die spätgotische Filialkirche St. Maria wurde nach einer Bezeichnung in der nördlichen Ecke um 1513 am Nordhang des Berges, auf dem ehemals die Burg der Burggrafen von Altenberga stand, errichtet. Die Burg wurde 1393 verkauft und dann im sächsischen Bruderkrieg zerstört, sie ist bis auf wenige Überreste niedergegangen. Der Chor ist im Norden schwach eingezogen. Er besitzt einen polygonalen Schluss im Osten und einen Flankenturm an der Nordseite. Nach einer Bezeichnung auf einer hölzernen Inschrifttafel wurde der Glockenstuhl im oberen Turmgeschoss 1783 gebaut. Das an der Nordseite befindliche spitzbogige Portal mit Stabgewände wurde vermauert. In jüngerer Zeit wurden Fenster und Türen eingebrochen und Anbauten angefügt.
Der Innenraum wurde vermutlich im ersten Viertel des 18. Jahrhunderts umgestaltet. Es wurde an drei Seiten eine zweigeschossige Empore aufgestellt und eine Voutendecke eingebaut. Die Gruft unter dem Chor ist kreuzgratgewölbt. Sie wurde vermutlich seit dem 18. Jahrhundert als Herrschaftliche Grablege genutzt.

## Ausstattung
- Der zweizonige Kanzelaltar mit korinthischen und ionischen Säulenpaaren wurde wohl im ersten Viertel des  18. Jahrhunderts gebaut. Er ist mit geschnitzten Frucht- und Blumengebinden geschmückt. Das volkstümliche Gemälde in der Predella zeigt das letzte Abendmahl.[2]
- Eine kleine Kreuzigungsgruppe mit spätgotischem Kruzifix steht auf dem Altar.
- Die spätgotische Sakramentsnische an der Chornordwand ist mit Fialen und Kielbogen verziert.
- Die Orgel mit zwölf Registern, verteilt auf zwei Manuale und Pedal, wurde 1754 von Justinus Ehrenfried Gerhard aus Lindig errichtet.[3] Sie ist mit einem reich geschnitzten Prospekt ausgestattet.[2]
- Die Glocke wurde 1447 gegossen.
- An der Rückseite des Chores steht ein Epitaph für Anton Ludwig von Schwartzenfels (gest. 1725). Es wirkt etwas überladen und ist mit einer mächtigen Konsole, sowie starken Pilastern, einem Portraitmedaillon, zwei weiblichen Allegorien und Putten, sowie einer Wappen- und Inschriftkartusche ausgestattet.[2]

## Naturschutz
Das Kirchengebäude ist ein wichtiges Fledermausquartier für Kleine Hufeisennasen. Die Kirche wurde vom NABU mit der Plakette Lebensraum Kirchturm ausgezeichnet.